# United States Lines

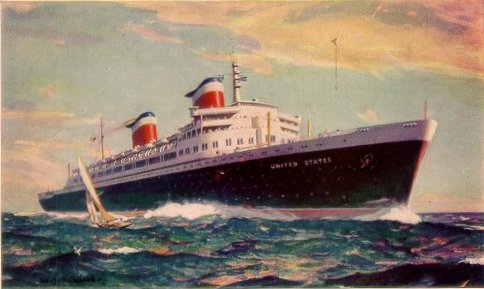
Le United States, dernier détenteur du Ruban bleu et vaisseau amiral des United States Lines

United States Lines est une compagnie maritime qui a exploité des cargos de 1921 à 1989 et des paquebots jusqu'en 1969, dont le plus célèbre est le United States. Les cheminées de ses navires sont rouges surmontées d'une bande blanche et d'une bande bleue.

## Histoire

### Années 1920
La compagnie se forme en 1921 à partir de trois navires de l'United States Mail Steamship Company. Deux de ces navires, l’America et le George Washington étaient à l'origine des navires allemands saisis durant la Première Guerre mondiale et conservés en réparation des dommages de guerre. L’America et le George Washington servent sur la route New York - Brême, tandis que le Centennial State sert entre New York et Londres. L'un des fondateurs est Kermit Roosevelt, fils du Président Theodore Roosevelt.
D'autres navires sont acquis en 1922 et renommés du nom de présidents des États-Unis. Le Leviathan de 52 000 tonneaux, anciennement Vaterland, l'un des plus grands navires au monde, rejoint la compagnie en 1923.
Durant les années 1920, la compagnie accumule les dettes, et en mars 1929, elle est vendue à la P.W. Chapman Company, et est réorganisée pour former la « United States Lines Inc. » du Delaware. La crise économique de 1929 aggrava la situation, et en 1931, les navires restants sont vendus à la « United States Lines Company » du Nevada.

### Années 1930 - 1940
En 1932, le Manhattan est le premier navire construit pour la compagnie, suivi l'année suivante par le Washington. En 1940, un nouvel America les rejoint. Durant la Seconde Guerre mondiale, les navires sont convertis en transports de troupes. Le Manhattan devient l'USS Wakefield, et le Washington, l'USS Mount Vernon. Quant au vaisseau amiral de la compagnie, l’America, il devient l'USS West Point. Après la guerre, la compagnie commence à construire des navires plus petits et moins chers, et affrète des cargos, portant tous des noms commençant par American ou Pioneer.
Dans les années 1940, à la suite de la liquidation du trust américain de J-P Morgan, l'International Mercantile Marine Co. cède ses navires aux United States Lines.

#### L'affaire du «Duquesne Spy Ring»
En 1941, deux espions nazis, Frank Joseph Stigler et Erwin Wilheim Siegler, s'engagent comme membres d'équipage sur l’America. À bord, ils récoltent des informations sur les mouvements des navires et les préparatifs de défense dans le canal de Panama. Ils observent et rapportent les préparatifs dans cette zone, et rencontrent d'autres agents allemands pour les tenir au courant de leurs agissements. Ils servent d'intermédiaire entre les États-Unis et les agents allemands à l'étranger, Stigler se faisant passer pour le chef boucher. Les deux restent sur le navire jusqu'à ce que l'U.S. Navy convertisse le navire en USS West Point.
Stigler et Siegler, ainsi que 31 autres agents secrets allemands du « Duquesne Spy Ring » furent par la suite découverts par le FBI dans le cadre de la plus grande opération de contre-espionnage de l'histoire du pays. Stigler fut condamné à 16 ans de prison, et Siegler à 10.

### Années 1950 à 1980
Ayant bénéficié de subsides du gouvernement pour sa construction, le United States entre en service en 1952. Il est alors (et reste) le plus grand paquebot construit par les États-Unis, et le paquebot le plus rapide au monde. Il bat immédiatement le record de vitesse avec une pointe à 38,5 nœuds (40 nœuds selon les instruments de l'époque), prenant le Ruban bleu au Queen Mary. Cependant, la concurrence des avions de ligne mirent fin à cet âge d'or. L’America est vendu à la Chandris Line et le United States est retiré du service en 1969 (il est actuellement à quai à Philadelphie).
Après l'arrêt du service de transport de passagers, les United States Lines continuent à affréter des cargos, avant de faire faillite en 1986, conséquence d'une expansion trop rapide. Le service s'est alors progressivement arrêté entre 1986 à 1989, et, finalement, la compagnie est liquidée en 1992.

### Années 2000
Le nom est remis provisoirement en activité de 2000 à 2001 comme marque de l'American Classic Voyages, qui fait faillite en octobre 2001.

## Liste des navires
- Acadia
- America (1905)
- America (1940)
- American Banker
- American Farmer
- American Importer
- American Lark
- American Merchant
- American Reporter
- American Shipper
- American Trader
- American Traveler
- California
- Pennsylvania
- Virginia
- Centennial State
- Ernie Pyle
- George Washington
- Granite State
- Hudson
- Iroquois
- John Ericsson
- Leviathan
- Lone Star State
- Manhattan
- Marine Falcon
- Marine Flasher
- Marine Jumper
- Marine Marlin
- Marine Perch
- Marine Shark
- Marine Swallow
- Marine Tiger
- Old North State
- Orizaba
- Panhandle State
- Peninsular State
- "Pioneer Glen"
- Potomac
- President Adams
- President Arthur
- President Fillmore
- President Garfield
- President Harding
- President Monroe
- President Polk
- President Roosevelt
- President Taft
- President van Buren
- Princess Matoika
- Republic
- Shawnee
- St John
- Susquehanna
- United States
- Washington